# Semiardistomis
Semiardistomis is een geslacht van kevers uit de familie van de loopkevers (Carabidae). De wetenschappelijke naam van het geslacht is voor het eerst geldig gepubliceerd in 1950 door Kult.

## Soorten
Het geslacht Semiardistomis omvat de volgende soorten:
- Semiardistomis cordicollis Putzeys, 1846
- Semiardistomis cyaneolimbatus (Chevrolat, 1863)
- Semiardistomis darlingtoni (Kult, 1950)
- Semiardistomis deletus (Putzeys, 1846)
- Semiardistomis exspectatus Valdes, 2012
- Semiardistomis flavipes (Dejean, 1831)
- Semiardistomis glabratus (Putzeys, 1866)
- Semiardistomis jedlickai (Kult, 1950)
- Semiardistomis labialis (Chaudoir, 1837)
- Semiardistomis laevistriatus (Fleutiaux & Salle, 1889)
- Semiardistomis maindroni (Kult, 1950)
- Semiardistomis major Valdes, 2012
- Semiardistomis muelleri (Kult, 1950)
- Semiardistomis ovatus (Putzeys, 1846)
- Semiardistomis pallipes (Dejean, 1831)
- Semiardistomis pilosellus (Kult, 1950)
- Semiardistomis propinquus (Putzeys, 1866)
- Semiardistomis puncticollis (Dejean, 1831)
- Semiardistomis rotundipennis (Putzeys, 1866)
- Semiardistomis rugosus (Putzeys, 1866)
- Semiardistomis semipunctatus (Dejean, 1831)
- Semiardistomis subglabra (Emden, 1949)
- Semiardistomis viridis (Say, 1823)